# 456 v.Chr.
Het jaar 456 v.Chr. is een jaartal volgens de christelijke jaartelling.

## Gebeurtenissen

### Griekenland
- Phidias voltooit het beeld van Athena en laat het in de Akropolis van Athene plaatsen.
- In Olympia wordt de tempel van Zeus ingewijd, ter ere van de Panhelleense Spelen.

## Overleden
- Aischylos (~525 v.Chr. - ~456 v.Chr.), Grieks dichter van Gela (69)